# Røde Microphones
Røde Microphones (Aussprache [roʊd], Eigenschreibweise RØDE) ist ein australischer Hersteller von Mikrofonen aus Sydney. Logistische Niederlassung und Entwicklungsstandorte befinden sich in Santa Barbara (USA), Seattle (USA) und Hongkong. Røde Microphones entstand aus Freedman Electronics, einem australischen Audiotechnikpionier.

## Historie
Røde Microphones entstand aus der Freedman Group, die 1967 von Henry und Astrid Freedman gegründet wurde. Die Freedmans waren 1966 von Schweden nach Australien eingewandert. Freedman Electronics importierte, installierte und wartete zunächst deutsche Lautsprechertechnik von Dynacord. Nach dem Tod seines Vaters nahm Peter Freedman 1987 ein großes Darlehen auf und begann mit der Produktion eigener Lautsprecher, Verstärker und tontechnischer Hilfsmittel.
Anfang der 1990er brachte Alesis das ADAT auf den Markt, womit es plötzlich einer größeren Nutzergruppe möglich war mit geringem finanziellen Aufwand professionellere Aufnahmen in guter Tonqualität zu fertigen. Peter Freedman erkannte den wachsenden Markt für preisgünstige Studiomikrofone. Zunächst modifizierte er zugekaufte, billig hergestellte Mikrofone aus China. Mit dem NT1 und NT2 entwickelte er dann zwei erschwingliche Großmembranmikrofone, die große Verkaufserfolge wurden. Røde-Mikrofone wurden zu dem Zeitpunkt sämtlich in Australien hergestellt. Die Firma investierte in automatisierte Fertigungsanlagen, um Produkte zu ähnlichen Preisen wie die anderen asiatischen Hersteller anbieten zu können. Im Jahr 2006 kaufte Rødes Mutterunternehmen Freedman Electronics den Monitor-Hersteller Event Electronics. Røde stellt jährlich rund 60.000 Kondensatormikrofone her (Stand 2007) und vertreibt seine Produkte weltweit. Das Unternehmen ging 2013 eine strategische Allianz mit dem britischen Mikrofonhersteller Rycote ein.
Auf dem deutschen Markt konkurrieren die Røde-Mikrofone mit denen von Electro-Voice, Sennheiser, AKG und teilweise Neumann.
Der Name Røde wird wie das englische Wort road ausgesprochen; zusammen mit NT, der Bezeichnung der ersten Mikrofonserie, ergibt sich rodent, was auf Deutsch Nagetier heißt. Das gestrichene o (eigentlich wie "ö" ausgesprochen) verweist auf die skandinavische Herkunft der Firmengründer und soll der Marke ein europäisches Flair geben und so an renommierte Firmen aus Nordeuropa erinnern.

## Produkte

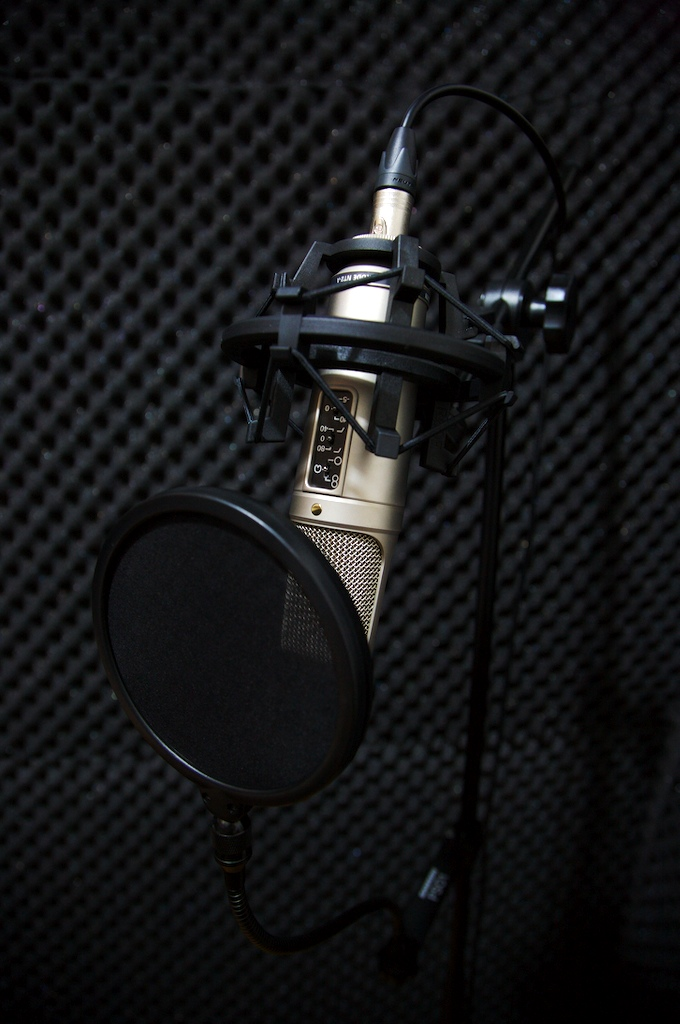
Røde NT2-A mit Popschutz

Røde Microphones stellt verschiedenste Mikrofone für Tonaufnahme, Beschallung, Filmton und andere Anwendungen her. Dazu gehören großkapselige (1 Zoll) sowie kleinkapselige Kondensatormikrofone, dynamische Mikrofone, Richtmikrofone u. a.
Anfangs konzentrierte sich Røde auf Großmembran-Studiomikrofone. Das Modell NT1-A, das seit 1995 in Australien gefertigt wird, zählt zu den erfolgreichsten Großmembranmikrofonen auf dem Markt. Herausragend ist das niedrige Eigenrauschen des Mikrofons. Es wird oft als Profimikrofon zum Einsteigerpreis bezeichnet. Das NT1-A genießt auch Anerkennung bei Studiotechnikern wie Günter Pauler vom Akustiklabel Stockfisch Records.
 Ein weiteres Erfolgsmodell ist das M1, ein dynamisches Supernieren-Bühnenmikrofon. Es war das erste Bühnenmikrofon aus der Produktion von Røde. Von verschiedenen Fachmedien wird das M1 auf Grund ähnlicher Bauweise, Charakteristik und Preis als ernstzunehmende Konkurrenz des SM58 von Shure angesehen.
Die Firma versucht seit 2013 auch, den zunehmenden Markt an Kleinmikrofonen für Videoblogger zu besetzen. Neben den Produkten für Bühnen- und Studioeinsatz präsentierte Røde 2013 auf der NAMM mit dem iXY (siehe auch XY-Stereosystem) und dem smartLAV auch Mikrofone und Zubehör für mobile Aufnahmen über Smartphones und Tablets. Ein weiteres Produktfeld, das Røde bedient, sind Kameramikrofone. Beispiele sind das Røde Videomic und das Røde Videomic Pro, ein Richtrohrmikrofon, das unter anderem auch auf DSLR- bzw. Systemkameras verwendet werden kann. Das Fachmagazin Videofilmen bezeichnet dies als gleichwertige Alternative zum mke 400 von Sennheiser.
Seit 2019 produziert Røde eines der ersten Ambisonic-Mikrofone zur Erstellung von 360°-Aufnahmen für VR-Sound und Immersive Audio. Das NT-SF1 hat vier rauscharme Kapseln in Tetraeder-Anordnung. Seit 2022 bietet Røde auch einen Kopfhörer an.